# 薗浦健太郎
薗浦 健太郎（そのうら けんたろう、1972年6月3日 - ）は、日本の政治家、新聞記者。選挙活動ではそのうら健太郎の表記も用いる。
衆議院議員（5期）、衆議院財務金融委員長、内閣総理大臣補佐官（第3次安倍第3次改造内閣・第4次安倍内閣・第4次安倍第1次改造内閣）、外務副大臣（第3次安倍第2次改造内閣）、外務大臣政務官（第2次安倍改造内閣・第3次安倍内閣）、自由民主党総裁外交特別補佐を務めた。

## 来歴

### 生い立ち

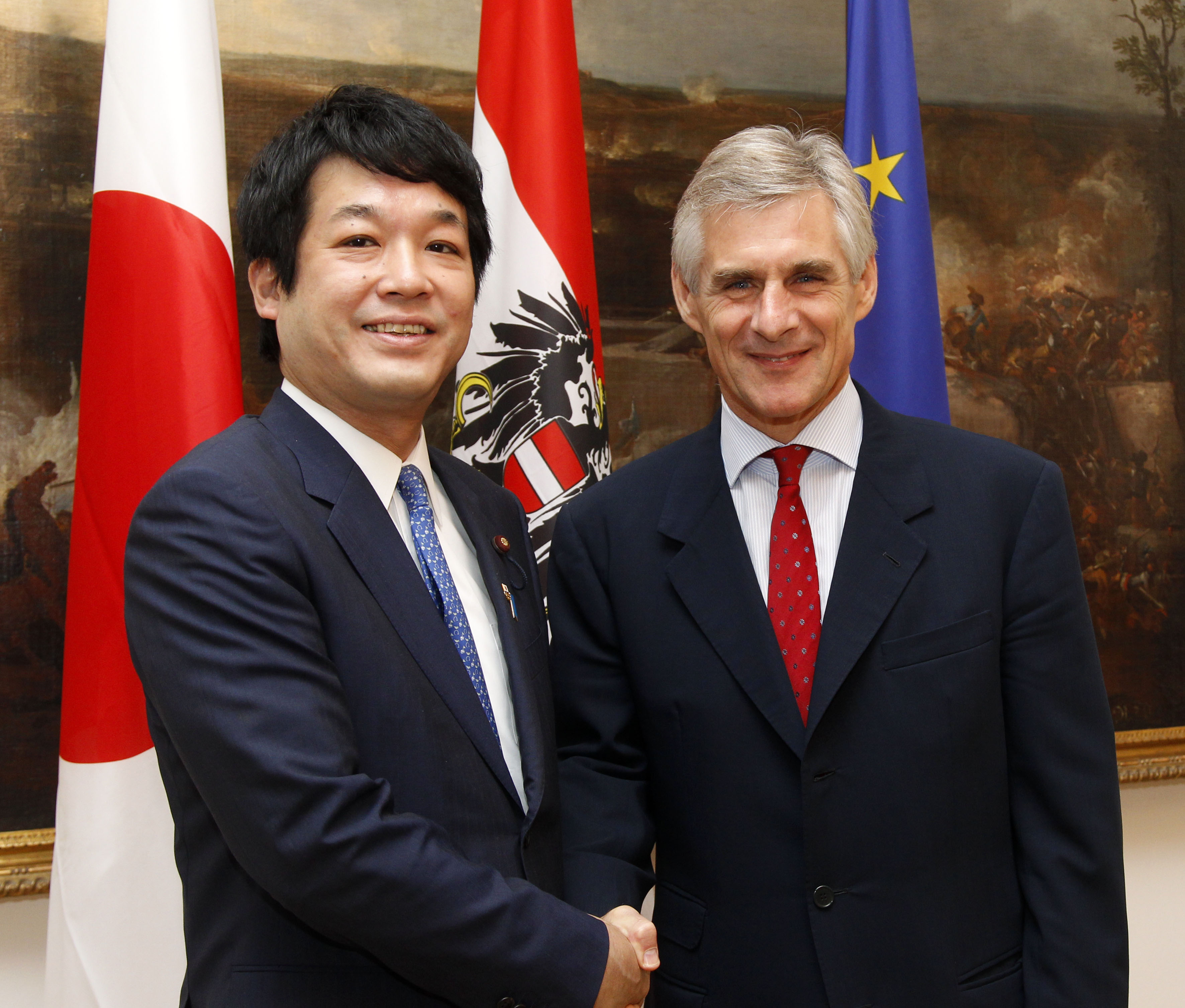
2014年、ウィーンにて

香川県高松市生まれ（現住所は千葉県市川市市川1丁目）。香川県立高松高等学校、東京大学法学部卒業。
1996年、読売新聞社に入社。千葉支局に配属された後、市川通信部で市川市や浦安市を担当。東京本社の社長室広報部、政治部などで勤務する。政治部では、首相官邸や厚生労働省を担当した。
2002年12月4日、2回連続で落選した千葉5区の狩野勝が政界引退を表明。2003年、薗浦は読売新聞社を退社。同年11月に行われた衆議院議員選挙に、狩野の後継として、自由民主党公認で千葉5区より立候補したが、民主党新人の村越祐民に敗れ、落選した。落選後、当時総務大臣だった麻生太郎の政策担当秘書を務めた。

### 衆議院議員に初当選
2005年の衆議院選挙に再び千葉5区から出馬し、民主党の村越らを破り初当選した。当選後、かつて秘書を務めていた麻生太郎が率いる麻生派や、2005年初当選の衆院議員で結成された83会、83会の保守系の議員が組織した伝統と創造の会に入会し、伝統と創造の会では幹事長に就任した。
2009年の衆議院選挙では、自民党公認に加え公明党の推薦も受けて千葉5区から出馬したが、民主党の村越に敗れ、比例復活もできず落選した。2012年の衆議院選挙に自民党公認で千葉5区から出馬し、民主党前職の村越や、民主党から日本未来の党に鞍替えした相原史乃らを破り、得票率35%で当選し、3年3か月ぶりに国政に復帰した。
2013年2月より衆議院外務委員会理事。

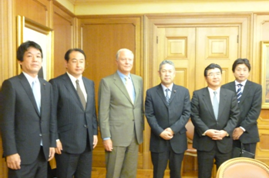
2013年9月23日、ギリシャ銀行本店にて衆議院欧州各国における政治経済事情調査団長佐藤勉（右から3人目）、衆議院欧州各国における政治経済事情調査団団員小沢鋭仁（右から2人目）、山内康一（右端）、御法川信英（左から2人目）、ギリシャ銀行総裁ゲオルギオス・プロボプロス（左から3人目）と

2014年9月4日、第2次安倍改造内閣で外務大臣政務官に任命され、第3次安倍内閣まで務める。
2014年の衆議院選挙では、千葉5区で村越らを破り、3選した。外務大臣政務官在職中の2015年6月25日、文化芸術懇話会の立ち上げに参加した。同年10月、第3次安倍第1次改造内閣の発足に伴い、外務大臣政務官を退任した。2016年8月5日、第3次安倍第2次改造内閣で外務副大臣に任命された。2017年8月3日、第3次安倍第3次改造内閣で内閣総理大臣補佐官 （国家安全保障に関する重要政策担当）に起用された。
2017年9月28日、民進党は、小池百合子が結党した希望の党への合流を決定。10月3日、元浦安市議会議員の岡野純子は希望の党公認で千葉5区から立候補する意向を表明。同日、民進党に所属していた村越は立候補を断念することを明らかにした。10月4日、浦安市在住のジャーナリストの山田厚史は、市民連合の要請を受け、立憲民主党公認で立候補することを決断。同日、日本共産党千葉県委員会の浮揚幸裕委員長は、立憲民主党との野党共闘のため、千葉5区で出馬予定だった新人の渡辺正二を取り下げると発表した。同年10月22日に行われた第48回衆議院議員総選挙で薗浦は4選。野党票は山田と岡野に割れ、どちらも比例復活はかなわなかった。
2019年9月13日、自民党では、河井克行が務めていた党総裁外交特別補佐の後任に、薗浦を起用する方針を固めた。
2020年9月30日、自由民主党副幹事長、選挙対策委員会副委員長。
2021年の第49回衆議院議員総選挙・千葉5区は、立憲民主党が浦安市選出の前県議の矢崎堅太郎を、日本維新の会が元職の椎木保を、国民民主党が元テレビ東京記者の鴇田敦を擁立し、薗浦とあわせ4人が立候補した。同年10月31日に投開票が行われ、薗浦が5選。野党票は3者に分散し、いずれの候補も比例復活はかなわなかった。

### 不祥事により議員辞職
2022年12月18日、政治資金収支報告書への収入の不記載問題で報道機関に対し虚偽説明をしたことなどの責任をとり、議員辞職をする意向であることが報じられた。12月21日、代理人を通じて細田博之議長宛てに議員辞職願を提出し、許可された。また同日、離党届を自民党に提出し受理された。翌22日、政治資金規正法違反の虚偽記載などの罪で略式起訴され、東京簡易裁判所は罰金100万円、公民権停止3年の略式命令を出した。政治資金規正法の規定で、虚偽記載の罪の公民権停止の期間は、原則5年と定められているが、3年に短縮されている。
2025年5月29日、安倍昭恵と共にロシアを訪問し、同国大統領、ウラジーミル・プーチンと面会した。

## 政策・主張

### 憲法
- 憲法改正について、2021年のアンケートで「賛成」と回答[28]。
- 憲法9条への自衛隊の明記について、2021年のアンケートで「賛成」と回答[29]。
- 改正すべき項目として「自衛隊の保持を明記する」「環境権に関する条項を新設する」「憲法改正の発議要件を各院の過半数にする」「緊急事態に関する条項を新設する」と主張[28]。
- 憲法を改正し緊急事態条項を設けることについて、2021年の毎日新聞社のアンケートで「賛成」と回答[30]。

### 外交・安全保障
- 「他国からの攻撃が予想される場合には敵基地攻撃もためらうべきではない」との問題提起に対し、2021年のアンケートで「賛成」と回答[28]。
- 「北朝鮮に対しては対話よりも圧力を優先すべきだ」との問題提起に対し、2021年のアンケートで「どちらとも言えない」と回答[28]。
- 普天間基地の辺野古移設について、2021年のアンケートで「賛成」と回答[28]。
- 徴用工訴訟などの歴史問題をめぐる日韓の関係悪化についてどう考えるかとの問いに対し、2021年の毎日新聞社のアンケートで「より強い態度で臨む」と回答[30]。
- 日本による過去の植民地支配と侵略を認めて謝罪した「村山談話」の見直し論議について、2014年の毎日新聞社のアンケートで選択肢以外の回答をした[31]。
- 従軍慰安婦に対する旧日本軍の関与を認めた「河野談話」の見直し論議について、2014年の毎日新聞社のアンケートで選択肢以外の回答をした[31]。

### ジェンダー
- 選択的夫婦別姓制度の導入について、2014年の朝日新聞社のアンケートで「反対」と回答[32]。2021年の朝日新聞社のアンケートで「どちらかと言えば反対」と回答[28]。
- 同性婚を可能とする法改正について、2021年の朝日新聞社のアンケートで「どちらかといえば賛成」と回答[28]。同年のNHKのアンケートで「どちらかといえば反対」と回答[29]。「同性婚を制度として認めるべきだと考るか」との2021年の毎日新聞社のアンケートに対し回答しなかった[30]。
- 「LGBTなど性的少数者をめぐる理解増進法案を早期に成立させるべきか」との問題提起に対し、2021年のアンケートで「どちらかと言えば賛成」と回答[28]。
- クオータ制の導入について、2021年のアンケートで「どちらかといえば反対」と回答[29]。

### その他
- 森友学園への国有地売却をめぐる公文書改竄問題で、2021年5月6日、国は「赤木ファイル」の存在を初めて認めた[33]。しかし5月13日、菅義偉首相はファイルの存在を踏まえた再調査を行わない考えを報道各社に書面で示した[34]。9月の自民党総裁選挙で総裁に選出された岸田文雄も10月11日、衆議院本会議の代表質問で再調査の実施を否定した[35]。国の対応をどう考えるかとの同年の毎日新聞社のアンケートに対し「これ以上、調査や説明は必要ない」と回答[30]。
- 「原子力発電への依存度について今後どうするべきか」との問題提起に対し、2021年のアンケートで「現状を維持すべき」と回答[29]。
- 新型コロナウイルス対策として、消費税率の一時的な引き下げは「必要でない」と回答[29]。
- 靖国神社への内閣総理大臣やその他の国務大臣の参拝について、2014年の毎日新聞社のアンケートで「賛成」と回答[31]。

## 不祥事

### 政治資金収支報告書への収入の不記載
2018年から2020年にかけて、薗浦が代表、公設第一秘書が会計責任者を務める資金管理団体「新時代政経研究会」は都内の複数のホテルで政治資金パーティーを計6回開いた。政治資金収支報告書には、訂正追加分（下記の表では★印）を合わせると、パーティー収入は計4362万円と記載されている。また、2017年から2019年にかけて、公設第一秘書が会計責任者を務める「そのうら健太郎後援会」は浦安市の浦安ブライトンホテルで政治資金パーティーを計3回開いた。政治資金収支報告書にはパーティー収入は計1006万5千円と記載されている。
| 年月日         | パーティー名                   | 会場                       | 収入     |
| -------------- | ------------------------------ | -------------------------- | -------- |
| 2018年2月15日  | 薗浦健太郎を励ます会           | ホテルグランドアーク半蔵門 | 1014万円 |
| 2018年7月2日   | 薗浦健太郎と国際問題を考える会 | ザ・キャピトルホテル東急   | 146万円  |
| 2018年11月13日 | 薗浦健太郎を励ます会           | ホテルグランドアーク半蔵門 | 1022万円 |
| 2019年4月3日   | ★そのうら健太郎と未来を語る会  | ザ・キャピトルホテル東急   | 162万円  |
| 2019年11月7日  | 薗浦健太郎を励ます会           | ホテルグランドアーク半蔵門 | 1006万円 |
| 2020年11月18日 | 薗浦健太郎を励ます会           | ホテルグランドアーク半蔵門 | 1012万円 |
| （合計）       |                                |                            | 4362万円 |

| 年月日        | パーティー名             | 会場                 | 収入        |
| ------------- | ------------------------ | -------------------- | ----------- |
| 2017年10月6日 | そのうら健太郎国政報告会 | 浦安ブライトンホテル | 358万5千円  |
| 2018年9月10日 | そのうら健太郎国政報告会 | 浦安ブライトンホテル | 330万5千円  |
| 2019年9月9日  | そのうら健太郎国政報告会 | 浦安ブライトンホテル | 317万5千円  |
| （合計）      |                          |                      | 1006万5千円 |

上記の政治資金パーティーのうち、甘利明が講師を務めた2019年4月3日開催の「そのうら健太郎と未来を語る会」については当初、政治資金収支報告書には記載がなされていなかった。しんぶん赤旗が不記載の取材を進めると、薗浦側は2021年3月17日に報告書を訂正し、千葉県選挙管理委員会に再提出した。同年3月21日、しんぶん赤旗はこの事実を報道。「闇パーティー」の疑いがあると記した。同年9月28日には神戸学院大学教授の上脇博之が、薗浦らを政治資金規正法違反の疑いで東京地検に告発した。
公設第1秘書は両団体の口座を管理し、通帳の余白に収入元や支出先を鉛筆でメモ書きしていた。2022年夏頃、市民団体から刑事告発を受けた東京地検特捜部が捜査を開始すると、薗浦は秘書に対しメモ書きを消すよう指示した。秘書はこのときの薗浦とのやり取りを録音し、録音データとともにメモ書きされた通帳を密かに東京地検特捜部に提出した。東京地検は、複数の政治資金パーティーで得た収入について、薗浦が計4千万円ほど少なく政治資金収支報告書に記載していた疑いがあると結論付けた。
2022年11月22日、朝日新聞が議員会館で薗浦に取材。録音データなど物的証拠が検察側に渡っていたことを知らない薗浦は「にわかにほんまかいなって感じ」と答えた。そして、秘書から事前報告を受けたことも、パーティー収入不記載の認識も「ない」と繰り返した。
同年11月30日、パーティー収入の4千万円過少記載疑惑を朝日新聞が報道。秘書は過少記載の事実を認め、薗浦に「事前に報告していた」と供述していることも判明した。同日、薗浦は報道各社の取材に応じ、謝罪したものの、事前報告は否定を貫き、「会計責任者が全部やってたんじゃないか」と解説した。12月13日と14日、特捜部は薗浦を任意で事情聴取した。
公設第1秘書は除外した収入の一部を任意団体の口座に移し、または事務所の金庫で保管するなどしていた。週刊誌報道によれば、薗浦は銀座並木通り沿いのクラブラウンジで働く20代女性に入れあげていたとされ、「一部は遊興費に充てられていた」とする公設第1秘書の供述がこれを裏付けしている。
同年12月18日、薗浦が虚偽説明の責任を踏まえ、議員辞職をする意向を固めたと報じられた。12月21日付で議員辞職した。12月22日、薗浦と元公設第1秘書、元政策秘書の合わせて3人が東京地検特捜部により政治資金規正法違反の罪で略式起訴された。起訴状によれば、不記載の内訳は「新時代政経研究会」に関するもので、2018～20年に開いた6回のパーティー収入と支出を合わせて計約4100万円。薗浦が代表を務める「自由民主党千葉県第五選挙区支部」に関するもので、2018～20年の会食費などの計約800万円。総額約4900万円とされた。12月27日付で薗浦ら3人が東京簡易裁判所から罰金100万円、公民権停止3年の略式命令を受けた。2023年1月11日の期限までに不服を申し立てず、略式命令が確定した。

## 人物
- 2012年の衆議院選挙の際、医療法人徳洲会グループは薗浦の選挙事務所に職員を派遣した[52]。
- 国民民主党代表の玉木雄一郎は高松高校の3学年先輩にあたり、「ソノケン」と呼ばれる仲である。当選回数も等しい（2021年11月時点）。交流を始めたのは政治家になってからであるが、与党・野党を越えてよく一緒に食事をしている[53]。なお、2021年の衆議院選挙では、薗浦が立候補している千葉県第5区に、玉木が率いる国民民主党は対抗候補者の鴇田敦を立てた。千葉県の全13小選挙区のうち同党からの立候補は唯一であり、玉木は鴇田の応援演説を行った[54]。結果は薗浦の当選であった[55]。
- 立憲民主党議員の小川淳也は高松高校の1学年先輩にあたる。玉木と薗浦と小川の三人で食事をしたことがあり、高校時代の思い出に始まって、与野党の国会議員として色々な話をした[53]。この三人は東京大学法学部を卒業したことも共通している。

## 議員時代の所属団体・議員連盟
- 自民党たばこ議員連盟[56]
- 伝統と創造の会（幹事長）
- 創生「日本」
- 価値観外交を推進する議員の会
- 83会
- TPP交渉における国益を守り抜く会
- 神道政治連盟国会議員懇談会
- 日本会議国会議員懇談会（幹事）
- 子どもの貧困対策推進議員連盟 [57]
- 政治分野における女性の参画と活躍を推進する議員連盟[58]
- 文化芸術懇話会[59]
- 日本クルド友好議員連盟（副会長）[60]

## 選挙歴
| 当落 | 選挙                   | 執行日         | 年齢 | 選挙区  | 政党       | 得票数     | 得票率 | 定数 | 得票順位 /候補者数 | 政党内比例順位 /政党当選者数 |
| ---- | ---------------------- | -------------- | ---- | ------- | ---------- | ---------- | ------ | ---- | ------------------ | ---------------------------- |
| 落   | 第43回衆議院議員総選挙 | 2003年11月09日 | 31   | 千葉5区 | 自由民主党 | 6万4393票  | 32.71% | 1    | 2/4                | /                            |
| 当   | 第44回衆議院議員総選挙 | 2005年09月11日 | 33   | 千葉5区 | 自由民主党 | 13万2691票 | 54.06% | 1    | 1/3                | /                            |
| 落   | 第45回衆議院議員総選挙 | 2009年08月30日 | 37   | 千葉5区 | 自由民主党 | 8万3422票  | 32.53% | 1    | 2/4                | /                            |
| 当   | 第46回衆議院議員総選挙 | 2012年12月16日 | 40   | 千葉5区 | 自由民主党 | 8万1772票  | 35.31% | 1    | 1/7                | /                            |
| 当   | 第47回衆議院議員総選挙 | 2014年12月14日 | 42   | 千葉5区 | 自由民主党 | 10万5941票 | 53.80% | 1    | 1/4                | /                            |
| 当   | 第48回衆議院議員総選挙 | 2017年10月22日 | 45   | 千葉5区 | 自由民主党 | 10万7299票 | 51.02% | 1    | 1/3                | /                            |
| 当   | 第49回衆議院議員総選挙 | 2021年10月31日 | 49   | 千葉5区 | 自由民主党 | 11万1985票 | 46.97% | 1    | 1/4                | /                            |